# Gildnica
Gildnica [ɡildˈnit͡sa] là một khu định cư ở quận hành chính của Gmina Radowo Nam thì trong thời hạn Łobeski, Zachodniopomorskie, nằm ở tây bắc Ba Lan.